# Дарвіс Петтон
Дарвіс Петтон  (англ. Darvis Patton; 4 грудня 1977) — американський легкоатлет, олімпійський медаліст.

## Виступи на Олімпіадах
| Олімпіада   | Дисципліна              | Місце          |
| ----------- | ----------------------- | -------------- |
| Афіни 2004  | естафета 4 x 100 метрів | 2              |
| Пекін 2008  | біг на 100 метрів       | 8              |
| Пекін 2008  | естафета 4 x 100 метрів | участь h1 r1/2 |
| Лондон 2012 | естафета 4 x 100 метрів | 2              |